# Carpias triton
Carpias triton là một loài chân đều trong họ Janiridae. Loài này được pires miêu tả khoa học năm 1982.